# Marumba Bowa
Pour les articles homonymes, voir Marumba (homonymie).
Marumba Bowa est un village du Cameroun situé dans le département de la Meme et la Région du Sud-Ouest. Il fait partie de la commune de Mbonge.

## Population
De même que Marumba Botondoa, Marumba Bowa a d'abord constitué l'un des quartiers de Marumba, où l'on a dénombré 737 habitants en 1953, puis 1 232 en 1967, principalement des Bakundu, du groupe Oroko.
Lors du recensement national de 2005, la localité Marumba Bowa, seule, comptait 1 100 habitants.